# Шлуглейт, Илья Миронович
Илья Миронович Шлуглейт (1 (13) мая 1897, Житомир — 23 июля 1954, Москва) — советский театральный администратор.

## Биография
Родился в Житомире в купеческой семье. С 1914—1915 года жил в Петрограде. В 1925 году был организатором и руководителем гастрольной поездки Московского Художественного театра по крупнейшим городам страны.
В 1926—1929 и 1931—1941 годах работал заместителем директора, затем директором Музыкального театра имени Немировича-Данченко. В 1946—1953 годах — вновь директор Музыкального театра имени Станиславского и Немировича-Данченко. В 1929 году вместе с женой, Викториной Кригер, организовал труппу Московского художественного балета, до 1939 года был директором этой труппы, тогда как его жена — художественным руководителем и прима-балериной (труппа в этот период вошла в состав Театра имени Станиславского и Немировича-Данченко).
В 1942—1943 годах — заместитель директора Малого театра, в 1944—1946 годах — директор-распорядитель Ансамбля народного танца СССР под руководством Игоря Моисеева.
Жил в Брюсовском переулке, № 12, кв. 8.

## Семья

Могила Шлуглейта на Новодевичьем кладбище Москвы.

- Жена — Викторина Владимировна Кригер, балерина[13].
- Братья:
  - Мориц Миронович Шлуглейт, театральный администратор.
  - Племянница — Мария Морицевна Скуратова (1933—2023), актриса Центрального академического театра Российской армии, заслуженная артистка России (2010).
  - Лазарь Миронович Шлуглейт (1894—1961), художник-прикладник.
  - Евфимий Миронович Шлуглейт (1889—1956), инженер.